# رایت گارد
رایت گارد (انگلیسی: Right Guard) شرکت لوازم بهداشتی آمریکایی است، که در سال ۱۹۶۰ تأسیس شد.